# Feminização linguística

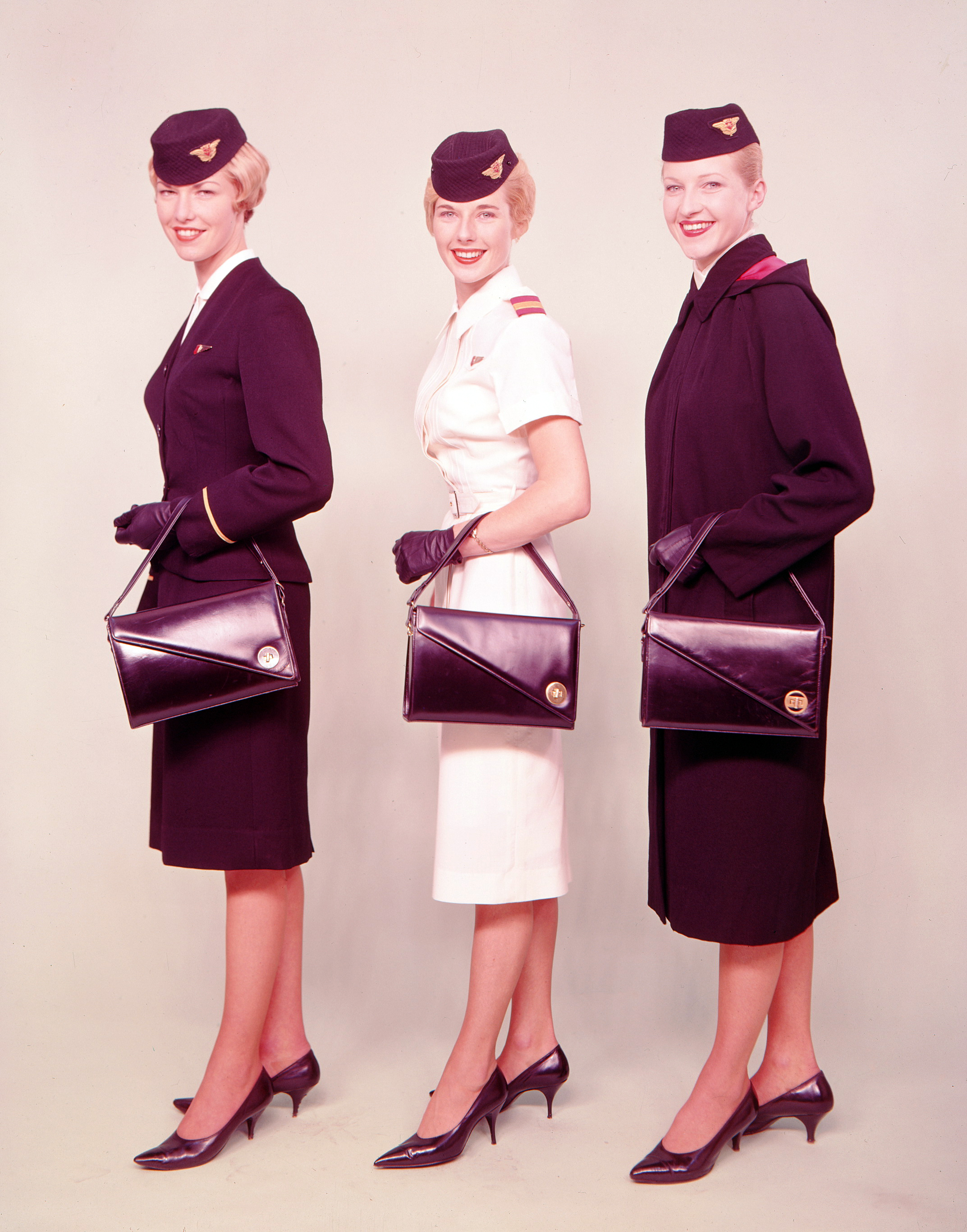
Aeromoça é a forma feminizada do comissário de bordo masculino.

Em linguística, a feminização refere-se ao processo de reclassificação de substantivos e adjetivos que, como tais, se referem a homens, incluindo termos ocupacionais, como femininos. Isso é feito na maioria das vezes adicionando sufixos flexionais que denotam uma mulher (como o sufixo padrão -ess em inglês, ou seu equivalente -a em espanhol e português).
Em algumas línguas com género gramatical, por exemplo o neerlandês, há uma tendência para atribuir o género feminino a certos substantivos - em particular abstratos - que são originalmente masculinos ou neutros. Isto também aconteceu com algumas palavras do inglês médio (que, em contraste com o inglês moderno, tinha gênero gramatical) que denotavam virtude e vício. No inglês moderno, apesar de ser uma língua de neutra em termos de gênero, certas coisas não humanas que geralmente são neutras ainda são às vezes feminizadas por meio de figura de linguagem, especialmente países e navios.
A feminização também está relacionada à neutralização, que é o processo de substituição de formas masculinas de palavras (como ator ou músico) por formas não marcadas de gênero (ou seja, intérprete ou musicista). Entretanto, palavras que já eram não marcadas (como chefe ou presidente) podem acabar também recebendo sua versão feminina (ou seja, chefa ou presidenta).

## Na teoria feminista
Esforços recentes para modificar o uso do masculino genérico geraram controvérsia e debate. As feministas acreditam que o uso do masculino genérico para se referir a alguém cujo gênero é desconhecido apaga as mulheres e deveria ser abolido.
Além disso, alguns veem evidências da preferência intencional do masculino em detrimento do feminino. Argumentou-se que os gramáticos do século XVII que queriam afirmar o domínio masculino trabalharam para suprimir as formas femininas de certas profissões, levando à regra moderna que prefere o masculino ao feminino na língua francesa.
No entanto, existem vários argumentos contra essas regras prescritivas. Na França, o primeiro-ministro da época, Edouard Philippe, anunciou a proibição do uso do francês neutro em termos de género na documentação oficial do governo, argumentando que a sua implementação complicaria a educação e criaria poucas mudanças na estrutura social que os ativistas procuram mudar. Em resposta, o Ministro da Educação, Jean-Michel Blanquer, também tuitou a sua opinião sobre o uso da linguagem inclusiva, dizendo que “a linguagem é a base da vida que devemos às crianças” e que “não deve ser instrumentalizada, mesmo para o melhor de causas."
A investigação também demonstrou que, apesar da inclusão da feminização para tornar a linguagem mais igualitária em termos de género, possíveis efeitos secundários podem afetar o processo de recrutamento. Os cargos femininos também afetam a avaliação das candidaturas femininas a cargos. Além disso, as atitudes políticas conservadoras têm sido associadas a uma maior desvalorização das candidatas com títulos femininos em comparação com as atitudes liberais.
Além disso, alguns argumentam que a feminização pode ser prejudicial porque os sufixos femininos carregam conotações negativas. Por exemplo, um estudo descobriu que as mulheres chamadas de professorassa eram vistas como menos persuasivas do que um homem ou uma mulher que usava o título professore (italiano para as formas feminina e masculina de "professor", respectivamente). Outra razão pela qual a linguagem feminizada pode ter concepções pobres é porque muitos esforços para feminilizar a linguagem são recentes e, portanto, ainda não foram aceites pelo público em geral. A linguagem feminizada pode, assim, ser utilizada como forma de desvalorizar uma mulher, especialmente uma profissional que trabalha (que é tantas vezes sujeita à feminização), por aqueles que procuram prescrever ordens sociais tradicionais a outros.